# Los 100, un ranking de las personas más influyentes en la historia
Los 100, un ranking de las personas más influyentes en la historia es un libro escrito en 1978 por Michael H. Hart, astrofísico estadounidense. Es una lista de las cien personas que, según el autor, han sido las más influyentes en la historia de la humanidad. La lista es (según propia confesión del autor) absolutamente personal y propia, por lo que no debe ser considerada como fuente de información verídica debido a las diversas inconsistencias estadísticas e históricas que presenta. 

## Criterios de inclusión
Entre los criterios que Michael Hart tuvo en cuenta para confeccionar su lista se encuentran:
- no se aceptan personajes anónimos (el descubridor del fuego, de la rueda, etc);
- las personas se juzgan por sus actos, y no por la facilidad de que otros los hubieran llevado a cabo (no valdrían argumentos del tipo "si Cristóbal Colón no hubiera llegado a América, ya lo hubiera hecho otro");
- que sus actos tuvieran una repercusión conocida o valorable (tampoco valdría que los vikingos llegaron a América antes que Colón, ya que eso apenas ejerció influencia sobre la historia);
- el número de personas sobre las que se influyó, en qué grado y a lo largo de cuánto tiempo, o cuántos de esos logros han quedado actualmente en pie. También se tendió a favorecer a aquellos personajes que hubieran realizado actos cuyas repercusiones fueran de tipo universal (religiones altamente extendidas o científicos) frente a aquellos que solo ejercieron una influencia más o menos local (religiones circunscritas a un área geográfica o políticos de gran relevancia en sus respectivos países).

De la lista cabe destacar el relevante papel cualitativo de figuras religiosas (los diez primeros de la lista son en su mayoría de este tipo) y científicas, la escasa presencia de escritores o artistas frente a la alta de figuras científicas o político-militares, la abundancia de personalidades europeas y/o anglosajonas en contraste con las africanas (un dato curioso que Hart menciona es el relativamente alto número de escoceses), aunque también abundan asiáticos, y la presencia de solo dos mujeres. Según Michael Hart, estos hechos no se deben a criterios ideológicos del autor, sino a lo que él cree que ha sido la historia del mundo, donde las mujeres han tenido escasa relevancia política o social, los europeos y estadounidenses han controlado el orden mundial, los líderes religiosos han ejercido gran influencia a lo largo del tiempo y en gran número de personas, y los artistas, desgraciadamente, no han tenido tanta relevancia como los políticos o los militares.
Por otra parte, podría sorprender la elección de Mahoma como primero de la lista. La explicación, según Michael Hart, es que Mahoma no solo creó el islamismo, sino que fue el principal responsable de su difusión, y generó a su vez un movimiento militar que cambiaría la historia. En cambio, en el caso de Jesucristo, la difusión realizada en vida se limitó a unos pocos discípulos, y fue san Pablo el principal responsable de su difusión inicial, la que la convertiría en la religión mayoritaria en los tiempos futuros ―aparte de no haber un movimiento militar claro como consecuencia, la repercusión política del cristianismo no se haría palpable hasta Constantino el Grande―. El hecho de que Jesucristo y san Pablo tengan que repartirse ese mérito hace que su puesto sea menor, y que por tanto, según Hart, esta primera posición le corresponda a Mahoma. Aunque se ha comentado profusamente la relación entre la inclusión en lista y las religiones a las que pertenecen sus integrantes, en realidad casi la mitad de los primeros 50 personajes están relacionados con la ciencia y la tecnología.
En cuanto a representantes de la comunidad hispanohablante (a la que va dirigida la Wikipedia en español), la lista incluye solo cuatro españoles (Francisco Pizarro, Hernán Cortés y los Reyes Católicos), un italoespañol (Cristóbal Colón) y tan solo un sudamericano, Simón Bolívar. La lista original incluía un español más, el pintor Pablo Picasso.

## Ediciones
El libro se reeditó en 1992 con algunas modificaciones. La mayor parte de ellas venían influenciadas por la caída del comunismo (los puestos de Karl Marx, Lenin o Mao Zedong cayeron drásticamente, aunque apenas varió la de Stalin, y Mijaíl Gorbachov entró en la lista), algunas reconsideraciones o la corrección de descuidos (Ernest Rutherford, de hecho, no se hallaba en la lista original por olvido inintencionado y confeso del autor), y otros criterios. Por ejemplo, Picasso, Becquerel y Niels Bohr salieron de la lista, pero entraron Henry Ford y los ya mencionados Rutherford y Gorbachov.

## Lista de las personas más influyentes en la historia de la humanidad
1. Mahoma, fundador del islam.
2. Isaac Newton, científico inglés.
3. Jesús de Nazaret, fundador del cristianismo.
4. Buda Gautama, fundador del budismo.
5. Confucio, fundador del confucianismo.
6. Pablo de Tarso, apóstol y santo cristiano, impulsor del cristianismo.
7. Cai Lun, inventor del papel.
8. Johannes Gutenberg, reinventor de la imprenta (inventada en 1048 por el chino Bi Sheng).
9. Cristóbal Colón, primer europeo que dio a conocer a América en Europa.
10. Albert Einstein, científico alemán.
11. Louis Pasteur, bioquímico francés.
12. Galileo Galilei, científico italiano.
13. Aristóteles, filósofo griego.
14. Euclides, matemático griego.
15. Moisés, el profeta más importante para el judaísmo.
16. Charles Darwin, biólogo británico.
17. Qin Shi Huang, primer emperador y unificador de China.
18. César Augusto, primer emperador romano.
19. Nicolás Copérnico, astrónomo polaco.
20. Antoine Lavoisier, químico francés.
21. Constantino I, emperador romano.
22. James Watt, científico e inventor británico.
23. Michael Faraday, científico e inventor británico.
24. James Clerk Maxwell, físico británico.
25. Martín Lutero, creador del protestantismo.
26. George Washington, político estadounidense.
27. Karl Marx, filósofo alemán.
28. Hermanos Wright, Orville y Wilbur, creadores del primer aeroplano.
29. Genghis Khan, líder militar mongol.
30. Adam Smith, economista británico.
31. William Shakespeare, escritor británico.
32. John Dalton, científico británico.
33. Alejandro Magno, político y militar griego.
34. Napoleón, político y militar francés.
35. Nikola Tesla, inventor austriaco-estadounidense.
36. Anton van Leeuwenhoek, científico neerlandés, inventor del microscopio.
37. William Morton, inventor de la anestesia.
38. Guillermo Marconi, inventor italiano.
39. Adolf Hitler, dictador alemán.
40. Platón, filósofo griego.
41. Oliver Cromwell, político británico.
42. Alexander Graham Bell, científico escocés, patentó el teléfono en Estados Unidos.
43. Alexander Fleming, científico escocés, descubridor de la penicilina.
44. John Locke, filósofo británico.
45. Ludwig van Beethoven, músico alemán.
46. Werner Heisenberg, científico alemán.
47. Louis Daguerre, escenógrafo francés, principal inventor de la fotografía.
48. Simón Bolívar, militar venezolano, líder independentista sudamericano padre de seis naciones.
49. René Descartes, filósofo francés.
50. Miguel Ángel, escultor, pintor y arquitecto italiano.
51. Urbano II, papa italiano, que impulsó la Primera Cruzada.
52. Omar, militar árabe, descendiente político de Mahoma, gran impulsor militar y político del islamismo.
53. Ashoka, emperador indio, principal difusor del budismo tras Buda.
54. Agustín de Hipona, religioso y filósofo argelino, santo cristiano.
55. William Harvey, médico inglés, descubridor de la circulación sanguínea mayor.
56. Ernest Rutherford, físico neozelandés.
57. Juan Calvino, teólogo francés, creador de la religión calvinista.
58. Gregor Mendel, descubridor de las leyes de la herencia genética.
59. Max Planck, físico alemán.
60. Joseph Lister, impulsor de la asepsia en las operaciones quirúrgicas.
61. Nikolaus August Otto, creador del motor de combustión interna.
62. Francisco Pizarro, español, conquistador del imperio inca.
63. Hernán Cortés, español, conquistador del imperio azteca.
64. Thomas Jefferson, político y filósofo estadounidense.
65. Isabel la Católica y Fernando II de Aragón, reyes españoles.
66. Iósif Stalin, dictador comunista soviético.
67. Julio César, político y militar romano.
68. Guillermo I, rey inglés.
69. Sigmund Freud, médico austríaco, padre del psicoanálisis.
70. Edward Jenner, inventor de la vacuna contra la viruela.
71. Wilhelm Röntgen, descubridor de los rayos X.
72. Johann Sebastian Bach, músico alemán.
73. Lao Tse, filósofo chino.
74. Voltaire (François Marie Arouet), filósofo francés.
75. Johannes Kepler, astrónomo alemán.
76. Enrico Fermi, inventor del primer reactor basado en la energía atómica, considerado padre de la bomba atómica.
77. Leonhard Euler, matemático suizo.
78. Jean-Jacques Rousseau, filósofo suizo.
79. Nicolás Maquiavelo, político y filósofo italiano.
80. Thomas Malthus, economista británico, autor del primer libro sobre las consecuencias del crecimiento de la población (primer demógrafo).
81. John F. Kennedy, presidente estadounidense, la contribución principal por la que se encuentra en la lista es por iniciar el programa espacial.
82. Gregory Pincus, creador de la píldora anticonceptiva.
83. Mani, religioso iraní, creador del maniqueísmo.
84. Lenin (Vladimir Illich Uliánov), político ruso, instaurador del comunismo en Rusia.
85. Sui Went-Ti, unificador de China posterior a Shih Huang-Ti.
86. Vasco de Gama, marino portugués, demostró que podía llegarse a la India bordeando África, abriendo una alternativa a la clásica Ruta de las Especias.
87. Ciro II , emperador persa.
88. Pedro I de Rusia, emperador ruso, considerado el gran modernizador de este país.
89. Mao Zedong, o Mao Tse-tung, dictador que instauró el comunismo en China.
90. Francis Bacon, filósofo británico, padre del método científico.
91. Henry Ford, inventor de la producción en cadena y de automóviles.
92. Mencio, filósofo confucionista.
93. Zoroastro, padre del zoroastrismo, religión de origen persa.
94. Isabel I, reina inglesa.
95. Mijaíl Gorbachov, desmontó el comunismo desde dentro en la Unión Soviética.
96. Narmer, primer faraón del Egipto unificado.
97. Carlomagno, creador de un imperio que incluiría la actuales Francia y Alemania y que sirvió de inspiración para posteriores intentos de unificación europea.
98. Homero, poeta griego ciego, autor de la Ilíada y la Odisea.
99. Justiniano I, emperador bizantino.
100. Mahavira, religioso indio, fundador de la religión jainista.

## Omisiones
Como la lista es resultado de las reflexiones personales de su autor, hay variadas opiniones y consideraciones sobre quiénes merecerían haber sido incluidos y no aparecen y a la inversa, sobre quienes no ameritan ser mencionados entre los 100. Michael Hart explica al final de su libro algunos criterios para dejar fuera a algunos personajes, de los que tan solo mencionamos algunos: Leonardo Da Vinci no se incluye porque, pese a su genialidad, sus grandes descubrimientos no fueron de ayuda puesto que sus manuscritos no fueron llevados a la luz pública a su debido tiempo, lo que implica que sus estudios fueron redescubiertos a medida del paso del tiempo. Así, sus esfuerzos habrían sido en cierto modo vanos para la humanidad (en el sentido de influenciarla), puesto que sus ideas permanecieron en la penumbra por más de tres siglos; Marie Curie es un ejemplo para científicos y feministas, pero sus descubrimientos, aunque muy relevantes, no son suficientes para estar incluida en la lista; Henri Becquerel descubrió la radiactividad, pero realmente no se dedicó a indagar mucho más acerca del fenómeno, etc.

## Información bibliográfica

### En inglés
- Hart, Michael H. (1978). The 100: a ranking of the most influential persons in history. Original procedente de la Universidad de Míchigan (1ª edición). Carol Pub. Group. p. 572.

- Hart, Michael H. (1992). The 100 - Revised. Reimpresión revisada e ilustrada (2ª edición). pp. 556. ISBN 9780806513508. Consultado el 22 de diciembre de 2012.

### En español
- Hart, Michael H. (1995). Los 100 : un "ranking" de los cien personajes más influyentes de la historia. Traducido por Guggenheimer, Richard Charles. Anaya & Mario Muchnik. p. 581. ISBN 9788479792060.